# ザ・ブラディー
ザ・ブラディー（1977年10月8日 - ）は、日本の元女子プロレスラー。本名：渡辺 直美（わたなべ なおみ：旧姓　加藤　直美）。

## 来歴

### 1994年
- みなみ鈴香に憧れて全日本女子プロレス入団。
- 11月3日、全日本女子プロレス・いすゞ自動車大和工場体育館大会において、対宮本恵美戦で本名の加藤直美でデビュー。

### 1995年
- 9月、全日本女子プロレス退団。

### 1996年
- 3月9日、大阪・ベイサイドジェニーにおいて、ザ・ブラディー・フェニックスというマスクウーマンで対レディ・コナース戦で吉本女子プロレスJd'でデビュー。

### 1997年
- 3月2日、神奈川・クラブチッタ川崎大会で、ライオネス飛鳥に寝返る。それと同時に、リングネームをザ・ブラディー・フェニックスからザ・ブラディーへ改名。

### 2001年
- 11月27日、栗栖ジム第56回興行(大阪府立体育会館第２競技場)に参戦。

### 2004年
- 4月にJDスターの運営方針に反発。同じ意見の選手たちと退団し『teamOK』を結成。
- 6月6日、全日本女子(東京・後楽園ホール)に「team OK提供試合」として斎藤啓子と組みファング鈴木＆MARU組と対戦。丸め込みでMARUから勝利。
- 6月19日、いとなべ自主興行にteamOK提供試合として参加。ザ・ブラデイー＆ファング鈴木＆KAZUKI対武藤裕代＆MARU＆斎藤啓子。ファングが武藤からフォール勝ち。
- 6月20日、JWP八王子市民会館大会で『ジャガー横田の眼力伝承～JAGER’S EYE at JWP』でジャガー横田と対戦。フィッシャーマンバスターで敗れる。
- 7月11日、ジャガー横田主催興行『伝心～昼の部』(新木場1stRing)においてジャガーズ杯争奪ワンデイタッグトーナメントに椎名由香と組み参戦。1回戦敗退。
- 7月26日、全日本女子(群馬・伊勢崎市第二市民体育館)に「team OK提供試合」として斎藤啓子と対戦。ダイビング・セントーンで勝利。
- 8月7日、全日本女子(足立区・バトルスフィア東京)にてサソリと対戦。スクールボーイで勝利。
- 8月20日、全日本女子(埼玉・パチンコ飯能プラザ駐車場)にて渡辺智子と対戦。スクリュードライバーに敗れる。
- 8月22日、全日本女子(栃木・ＪＲ宇都宮駅東口広場特設)にて「team OK提供試合」としてファング鈴木と対戦。丸め込みで勝利。
- 8月27日、全日本女子(埼玉・伊奈中央駅入口交差点横広場)にてアメージングコングと対戦。両者リングアウト。
- 8月28日、ウッチー興行「女子プロレスLive-A～2004ファイナル・サマー・メモリアル～」（千葉・FFエンターテイメントアリーナ）に参戦。ドレイク森松と組み井上貴子＆GAMIと対戦。森松がGAMIのPCSで敗れる。
- 8月29日、全日本女子(東京・後楽園ホール)にて武藤裕代と組み高橋奈苗＆Hikaru組と対戦。高橋のナナラッカに敗れる。
- 9月7日、全日本女子(埼玉・熊谷市民体育館)にて前川久美子と対戦。時間切れ引き分け。
- 9月23日、全日本女子(東京・後楽園ホール)にてサソリと対戦。バックハンドブローから勝利。
- 11月6日、LLPW華激サバイバル2004(大阪・いきいきランド交野)でteamOK提供試合、ザ・ブラディー＆ファング鈴木対おばっち飯塚＆武藤裕代。ブラディーがブラディーEXで武藤から勝利。
- 11月7日、GAEA JAPAN『IRON HEART』愛知・枇杷島スポーツセンター大会のワンデータッグトーナメントにライオネス飛鳥と組んで参戦。一回戦で長与千種＆広田さくら組と戦い敗退。
- 12月12日、全日本女子(神奈川・川崎市体育館)『ザ・ベストタッグトーナメント’04』にファング鈴木と組んで参戦。1回戦でダンプ松本＆サソリと対戦。勝利。
- 12月26日、全日本女子(東京・後楽園ホール)にて『ザ・ベストタッグトーナメント’04』準決勝。堀田祐美子＆華名組に敗れる。

### 2005年
- 1月3日、全日本女子(東京・後楽園ホール)において渡辺智子と組み中西百重＆アメージングコング組と対戦(さよならモモ☆ラッチLAST２)渡辺がコングに敗れる。
- 1月4日、全日本女子(東京・後楽園ホール)において井上貴子と組みAコング＆前村早紀組と対戦。コングのスパイラルボムで敗れる。
- 1月9日、LLPW『おんな武勇伝2005』(東京・後楽園ホール）において武藤裕代と対戦。スクールボーイで勝利。
- 1月22日、GAEA JAPAN『WILD TIMES』(愛知・名古屋市体育館)において輝優優と対戦。ランニングエルボーで敗北。
- 2月13日、LLPW福岡飯塚オートレース場において井上貴子と対戦。バックブローで敗北。
- 2月19日、全日本女子(東京・お台場スタジオドリームメーカー)にて渡辺智子と組み井上貴子＆ファング鈴木と対戦。貴子のバックハンドブローで敗れる。
- 3月12日、GAEA JAPAN『NITRO OVER RUN』(静岡・アクトシティ浜松展示イベントホール)においてファング鈴木と組み植松寿絵＆輝優優組と対戦。ファングが植松に丸め込みで敗れる。
- 3月13日、GAEA JAPAN『NITRO OVER RUN』(岡山・卸センターオレンジホール)においてファング鈴木と組み長与千種＆水村綾菜組と対戦。ファングが長与のスクールボーイで敗れる。
- 3月25日、全日本女子(栃木・芳賀町民体育館)にて渡辺智子と組み前川久美子＆前村早紀組と対戦。渡辺が前村から勝利。
- 3月27日、JWP東京キネマ倶楽部大会でECOと対戦。ブラディーEXで勝利。
- 3月29日、全女(神奈川・横浜市金沢産業振興センター体育館)にて渡辺智子と組み前村早紀＆松尾永遠と対戦。前村のさき・花マルで敗北。
- 4月17日、全日本女子プロレス後楽園ホール大会において、吉田万里子と対戦。
- 6月12日、ファング鈴木、武藤裕代と組んで、カルロス天野、永島千佳世、植松寿絵組と対戦。武藤が天野に敗れる。
- 6月19日、東京・キネマ倶楽部において、田村欣子と対戦。敗れる。
- 6月26日、OZアカデミー後楽園ホールにおいてジャガー横田と対戦。フィッシャーマンズバスターで敗れる。
- 6月29日、東京・後楽園ホール（DDTプロレスリング）において、アイアンマンバトルロイヤルに参加。
- 7月18日、FTO『ファイティング☆フェスタ三重』(大分・大原総合体育館)においてファング鈴木と組みジャガー横田＆デビル雅美組と対戦。ブラディーがデビルのファイアーバレーで敗れる。
- 7月30日、OZアカデミー『第35回CBC　NAGOYA夏祭り』(愛知・久屋大通り公園特設)において永島千佳世＆輝優優と組みデビル雅美＆植松寿絵＆闘獣牙Leon組と対戦。輝がLeonを下し勝利。
- 7月30日、OZアカデミー『第35回CBC　NAGOYA夏祭り』(愛知・久屋大通り公園特設)において栗原あゆみと対戦。ダイビングセントーンで勝利。
- 8月23日、T-1グランプリにおいて、ザ・ブラディー、ファング鈴木組（シェイド・ブレイカーズ）対T-1マスク、T-2マスク組の試合で、ファングのイス攻撃の誤爆によりT-1のタイガースープレックスに敗れる。
- 9月4日、GAMI自主興行『GAMI LIBREⅡ～宴～』(台東区・東京キネマ倶楽部)に参戦。植松寿絵と組み日向あずみ＆田村欣子組と対戦。植松が日向に敗れる。
- 9月17日、JDスター『格闘美～OK FINAL』(新木場1stRING)に参戦。桜花由美と対戦し引き分け。
- 9月24日、大阪IMPホール（DDTプロレスリング）において、ミックスド6人タッグマッチに出場。
- 9月25日、「格闘美 〜Dreamer〜」において、渋谷シュウと組んで、西尾美香、阿部幸江組と対戦。渋谷が西尾のファルコンアローで敗れる。
- 10月8日、LLPW大川木工祭り大会(福岡・大川市民体育館)参戦。ファング鈴木とシングルで対戦しウラカンラナで勝利。
- 10月9日、LLPW『華激シャウト2005』(大分・佐伯市蒲江Ｂ＆Ｇ海洋センター)において井上貴子と対戦。延髄ニーで敗れる。
- 10月10日、LLPW『華激シャウト2005』(大分・佐伯市民体育館)においておばっち飯塚と対戦。フォール勝ち。
- 10月16日、ONLY ONEの後楽園ホールにおいて阿部幸江と対戦。ブラディーEXで勝利。
- 10月23日、JWP道場マッチにおいて『食欲の秋スペシャル！6人タッグマッチ～ザ・ブラディー＆ファング鈴木引退ロード番外編』として倉垣翼＆ECOと組み春山香代子＆KAZUKI＆ファング鈴木組と対戦。裏拳でファングから勝利。
- 10月29日、JDスター『格闘美IN飛騨高山』(岐阜・高山マウントエース)に参戦。さるぼぼと組んで風香＆渋谷シユウ組と対戦。ダイビングセントーンで渋谷から勝利。
- 11月5日、JDスター『格闘美～Dreamer』(新木場1stRING)において乱丸と対戦。裏拳で勝利。
- 11月12日、JDスター『格闘美～Dreamer』(新木場1stRING)において闘牛・空と組みGAMI＆ファング鈴木組と対戦。GAMIに敗北。
- 11月23日、EWF・GIRS DOOR（新宿FACE）においてファング鈴木と組みスーパーメイドマシン1号＆2号組と対戦。ブラディーEXで1号からギブアップ勝ち。
- 11月24日、LLPW『華激バイオレンス2005』(足立区・東京武道館)で武藤裕代と対戦。ブラディーEXで勝利。
- 12月4日、女帝プロデュース興行「BeliefⅡ」（新宿FACE）でファング鈴木、ドレイク森松と組み薮下めぐみ、乱丸、亜利弥’と対戦。森松が亜利弥’に敗れる。
- 12月10日、JDスター『格闘美～Dreamer』(新木場1stRING)において市井舞と対戦。ドラゴンスープレックスホールドで勝利。
- 12月11日、東京・後楽園ホール（STAND OUT）において、ファング鈴木と組んで、椎名由香、渋谷シュウと対戦。裏拳で椎名から勝利。
- 12月17日、「格闘美 〜Dreamer〜」において、阿部幸江の要求に応える形でTWF世界タッグ王座決定戦をGAMI、ファング鈴木組と争うも、阿部が負ける。
- 12月18日、JWP東京キネマ倶楽部において『ザ・ブラディー＆ファング鈴木引退ロード番外編』としてファング鈴木＆宮崎有妃と組みジャガー横田＆KAZUKI＆松尾永遠と対戦。ブラディーがKAZUKIのスクールボーイで敗れる。
- 12月25日、板橋グリーンホール（NEO女子プロレス）において、アイアンマンバトルロイヤルに参加。
- 12月27日、桜花由美の要求に応え最後っぺとTWF世界王座を賭けて戦うも、桜花の膝のケガの前に試合も負ける。試合後、GAMI、ファングの桜花へのマイクによって、感極まって涙ぐむ。
- 12月28日、東京・新木場1stRING「Tommy20周年記念イベント」において、ファング鈴木と組んで、阿部幸江、KAZUKI組と対戦。ブラディー組が敗れる。
- 12月31日、ファング鈴木と共に引退。引退試合はザ・ブラディー、ファング鈴木組対尾崎魔弓、ダイナマイト関西組のLSDルール。

### 2006年
- 7月22日、GUTS WORLDの特別ゲストとして来場。
- 7月30日、愛知県名古屋市・久屋大通公園「第36回CBC NAGOYA夏祭りダイコク電機「ストリートファイト2006」OzアカデミーSUMMER WAR（7月29日・30日開催）」の豊田真奈美対闘牛・空の試合中、空にファング鈴木と共に強引に連れ出され豊田への攻撃に参加させられる。

### 2016年
- 4月3日、Jd’生誕20周年～同窓会だよ全員集合～（東京・新木場１ｓｔＲＩＮＧ）に参加。第2試合のOGだらけの時間差バトルロイヤルに参戦。[1]

- 10月1日、【Ｊｄ’生誕２０周年記念ツアー～ジャガー横田４０周年への道ｉｎ浜松】でOGとして第0試合に参戦。[2]

### 2017年
- 9月10日、KAZUKI＆藪下めぐみデビュー20周年大会(新木場1stRING)に参加。ファング鈴木withザ・ブラディー対おばっち飯塚with阿部幸江で対戦。ファングの勝利。
- 9月29日、ジャガー横田、ブル中野が発起人となり開催された『全女AGAIN～FOREVER SPIRIT～』(新宿FACE)にOGとして登場（試合は無し）[3]

### 2018年
- 5月13日、Jd’同窓会2018～押忍！NOBUKANE~元Jd’事務局長信包一彦応援大会(新木場1stRING)においてライオネス飛鳥with元裁恐軍トークショーに登場。

### 2021年
- 4月11日、東京・板橋グリーンホール『Jd’同窓会　ジャガー横田45周年の道～ジャガーがんばります!!』にOGとして参加。[4]

## 得意技
ダイビング・セントーン
ダイビングダブルニードロップ
ドラゴンスープレックス
ブラディーEX
裏拳

## 入場曲
- FOREVER（Y&T）
- ハートブレイカー（パット・ベネター）

## タイトル歴
- JDスタージュニア王座
- クイーン・オブ・ザ・リング王座
- AWF世界女子王座
- TWF世界王座
- TWF世界タッグ王座
- アイアンマンヘビーメタル級王座